# Mlaka Antinska
Mlaka Antinska is een plaats in de gemeente Tordinci in de Kroatische provincie Vukovar-Srijem. De plaats telt 88 inwoners (2001).